# اشرف بهادرزاده
اشرف قندهاری بهادرزاده (زاده ۱۳۰۴ در مشهد - درگذشته ۵ اسفند ۱۳۹۵ در تهران) از نخستین بنیانگذاران مؤسسه خیریه کهریزک، مؤسس گروه بانوان نیکوکار و خانه مادر و کودک بود. وی عمر و دارایی خود را صرف امور خیریه کرد.

## زندگی‌نامه
اشرف قندهاری بهادرزاده در سال ۱۳۰۴ خورشیدی در مشهد به دنیا آمد. وی در هشت سالگی به همراه خانواده به تهران مهاجرت کرد و پس از ازدواج در سن ۱۷ سالگی، فعالیت‌های خیرخواهانه اش را که از خانه پدری آغاز کرده بود ادامه داد. وی می‌گوید: 
در حسینیه محله خانه پدری در کلاس تفسیر قرآن شرکت می‌کردیم وقتی زلزله بوئین زهرا در قزوین اتفاق افتاد یا زمانی که ایرانیان از عراق رانده شدند یا موقعی که ایتام شمیران که بی خانواده و سرگردان بودند احتیاج به کمک داشتند حسینه مرکزی می‌شد برای جمع‌آوری کمک مردمی
وی از سال ۱۳۵۱ تا سال ۱۳۹۱ ریاست هیئت مدیره آسایشگاه خیریه کهریزک را عهده‌دار بود. وی همچنین مؤسس و مدیر گروه بانوان نیکوکار و رئیس هیئت مدیره مؤسسه خیریه خانه مادر و کودک نیز هست. بهادرزاده در سال ۱۳۵۲ «گروه بانوان نیکوکار» را تأسیس کرد که هم‌اکنون بیش از ۴۰۰۰ نفر بانوی نیکوکار به طور مستمر و مستقیم در طول ماه با آن همکاری می‌کنند. او در طول سال‌های زندگیش فعالیت‌های متعددی در حوزه نیکوکاری داشت. دو سال پیش مجلس ایران از زحمات خانم بهادرزاده تقدیر کرده بود.
راضیه تجار همسر منوچهر حقانی‌پرست کتاب «بانوی رنگین کمان: زندگینامهٔ داستانی اشرف قندهاری (بهادرزاده)» را در شرح حال وی نگاشته است.
وی در ۵ اسفندماه ۱۳۹۵ در سن ۹۱ سالگی در شمیران درگذشت و در خانه خود یعنی آسایشگاه خیریه کهریزک که سال ها دل در گرو آبادانی آن داشت برای همیشه آرمید.

## کتاب
کتاب بانوی رنگین‌کمان به زندگی‌نامه اشرف قندهاری بهادرزاده می پردازد.